# Pont-Saint-Vincent
Pont-Saint-Vincent is een gemeente in het Franse departement Meurthe-et-Moselle (regio Grand Est). De plaats maakt deel uit van het arrondissement Nancy. Pont-Saint-Vincent 
telde op 1 januari 2022 1.784 inwoners.

## Geografie
De oppervlakte van Pont-Saint-Vincent bedroeg op 1 januari 2022 6,66 vierkante kilometer; de bevolkingsdichtheid was toen 267,9 inwoners per km².

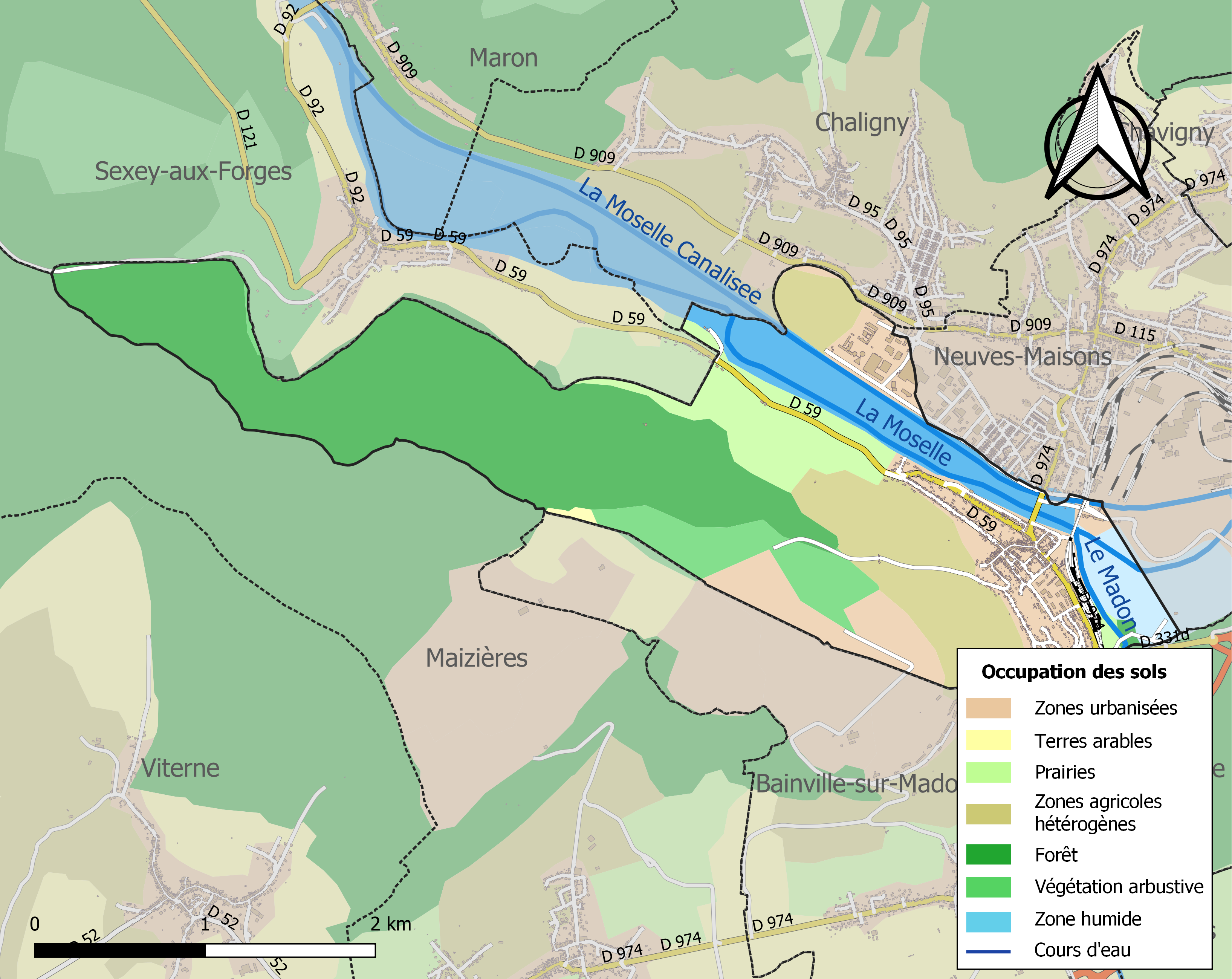
Kaart van de gemeente met de belangrijkste infrastructuur, bodemgebruik en omliggende gemeenten

De Madon stroomt hier in de Moezel.

## Demografie
De figuur toont het verloop van het inwonertal (bron: INSEE-tellingen).